# Francisco Cervelli
Francisco Cervelli (né le 6 mars 1986 à Valencia, Carabobo, Venezuela) est un receveur des Pirates de Pittsburgh de la Ligue majeure de baseball.

## Vie personnelle
Le père de Francisco Cervelli est né à Bari en Italie. Cervelli, qui parle un peu l'italien, a joué pour l'équipe d'Italie à la Classique mondiale de baseball 2009. Il est supporter de la Juventus.

## Carrière

### Yankees de New York
Francisco Cervelli signe son premier contrat professionnel en 2003 avec les Yankees de New York.

#### Saison 2008
Il dispute son premier match dans les majeures le 18 septembre 2008 pour les Yankees. Il dispute trois parties en fin de saison et est blanchi en cinq apparitions au bâton.

#### Saison 2009

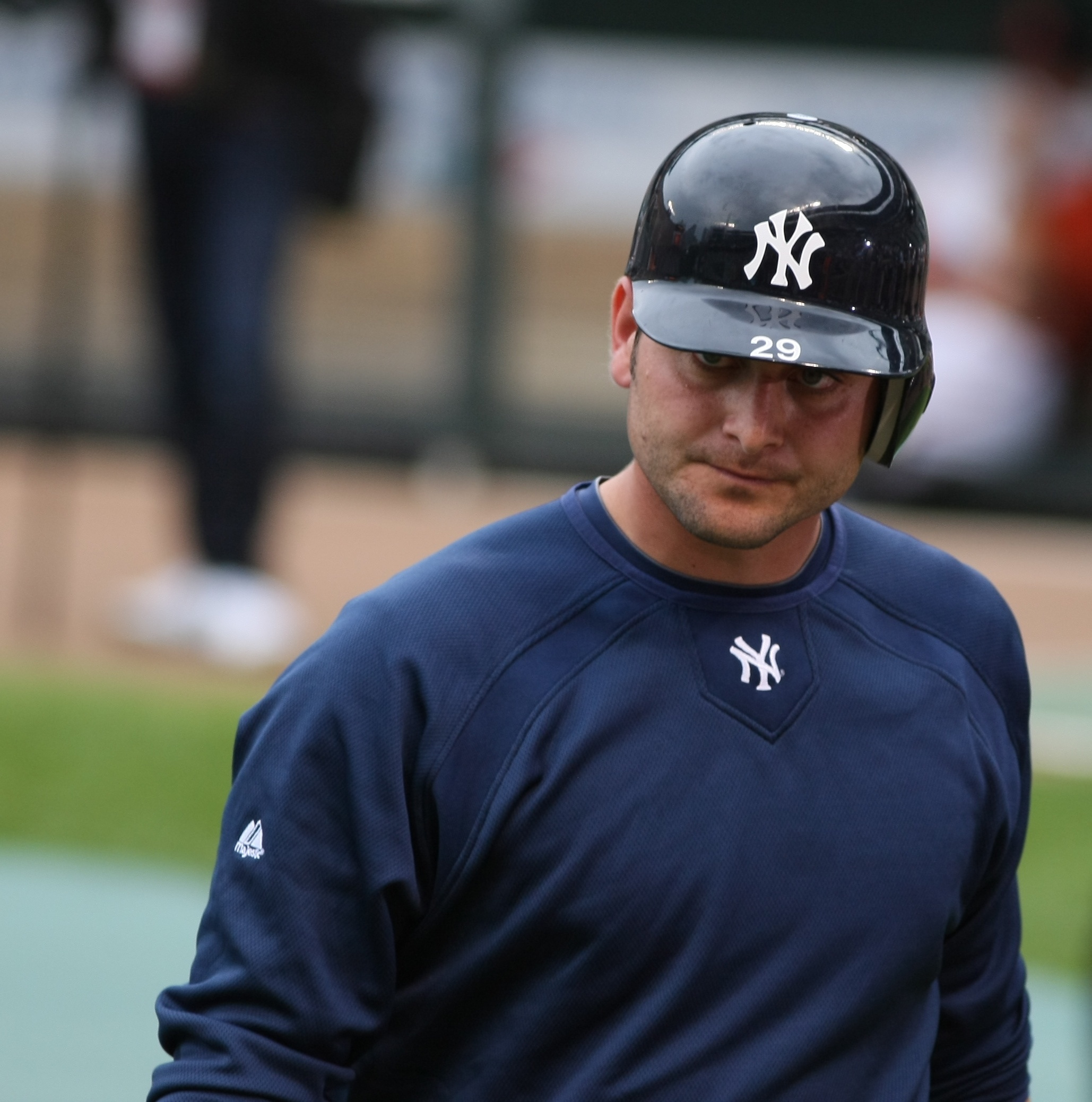
Francisco Cervelli en 2009 avec les Yankees de New York.

Après avoir commencé la saison 2009 en ligue mineure, il est rappelé en mai par les Yankees. À sa seconde partie jouée, le 8 mai à Baltimore, il réussit son premier coup sûr dans les majeures, face au lanceur Jeremy Guthrie. Le 24 juin à Atlanta, il frappe son premier circuit dans les grandes ligues, aux dépens de Kris Medlen, des Braves. Cervelli joue 42 parties pour New York en 2009 : il maintient une moyenne au bâton de ,298 avec un circuit et 11 points produits.

#### Saison 2010
En 2010, Cervelli dispute 93 matchs, un sommet pour lui en une saison, et atteint des records personnels de coups sûrs (72), de points produits (38), de doubles (11) et de points marqués (27). Il frappe dans une moyenne de ,271.

#### Saison 2011
Il est substitut du receveur Russell Martin en 2011 et frappe pour ,266 avec 4 circuits et 22 points produits en 43 matchs des Yankees.

#### Saison 2012
Jouant principalement dans les mineures en 2012, il ne dispute que 3 matchs des Yankees.

#### Saison 2013: blessure et suspension
En 2013, il s'aligne 17 matchs avec New York, frappant 14 coups sûrs dont 3 circuits. Il se retrouve dès le mois d'avril sur la liste des joueurs blessés lorsqu'il se brise la main droite : le ricochet d'une fausse balle frappée par Rajai Davis l'atteint lors d'un match face aux Blue Jays de Toronto. Cervelli ne revient pas au jeu et le 5 août suivant est suspendu 50 matchs par la ligue pour son implication dans le scandale Biogenesis, une affaire de dopage.

#### Saison 2014
Cervelli maintient une excellente moyenne au bâton de ,301 en 2014, alors qu'il est substitut à Brian McCann à New York et dispute 49 matchs au total.

### Pirates de Pittsburgh
Le 12 novembre 2014, les Yankees échangent Cervelli aux Pirates de Pittsburgh en retour du lanceur de relève gaucher Justin Wilson. Il est le 3e ancien receveur des Yankees en deux ans à se joindre aux Pirates, après Russell Martin et Chris Stewart. Cervelli s'impose en 2015 comme un successeur adéquat à Martin,, parti vers Toronto. Il joue 130 matchs au total, dont 128 parties au poste de receveur, tandis que Stewart le seconde avec 52 matchs joués derrière le marbre. Plusieurs statistiques indiquent en effet que Cervelli est en 2015 meilleur pour les Pirates que son prédécesseur Martin ne l'est pour les Blue Jays. 
En offensive, Cervelli établit de nouveaux records personnels de 133 coups sûrs, 56 points marqués, 5 triples, 7 circuits et 43 points produits, alors que sa moyenne au bâton de ,295 est la plus élevée chez les Pirates, devant la vedette Andrew McCutchen (,292). Sa moyenne de présence sur les buts de ,370 est la deuxième plus élevée par un receveur des majeures cette saison-là, tout juste derrière Buster Posey (,379).
Au cours de la saison 2015, Cervelli est derrière le marbre pour 56 manches consécutives sans point, égalant un record des Pirates vieux de 112 ans et réalisant la plus longue séquence du genre pour un receveur depuis celle de Gus Triandos (52 manches) en 1957.